# Stanice metra

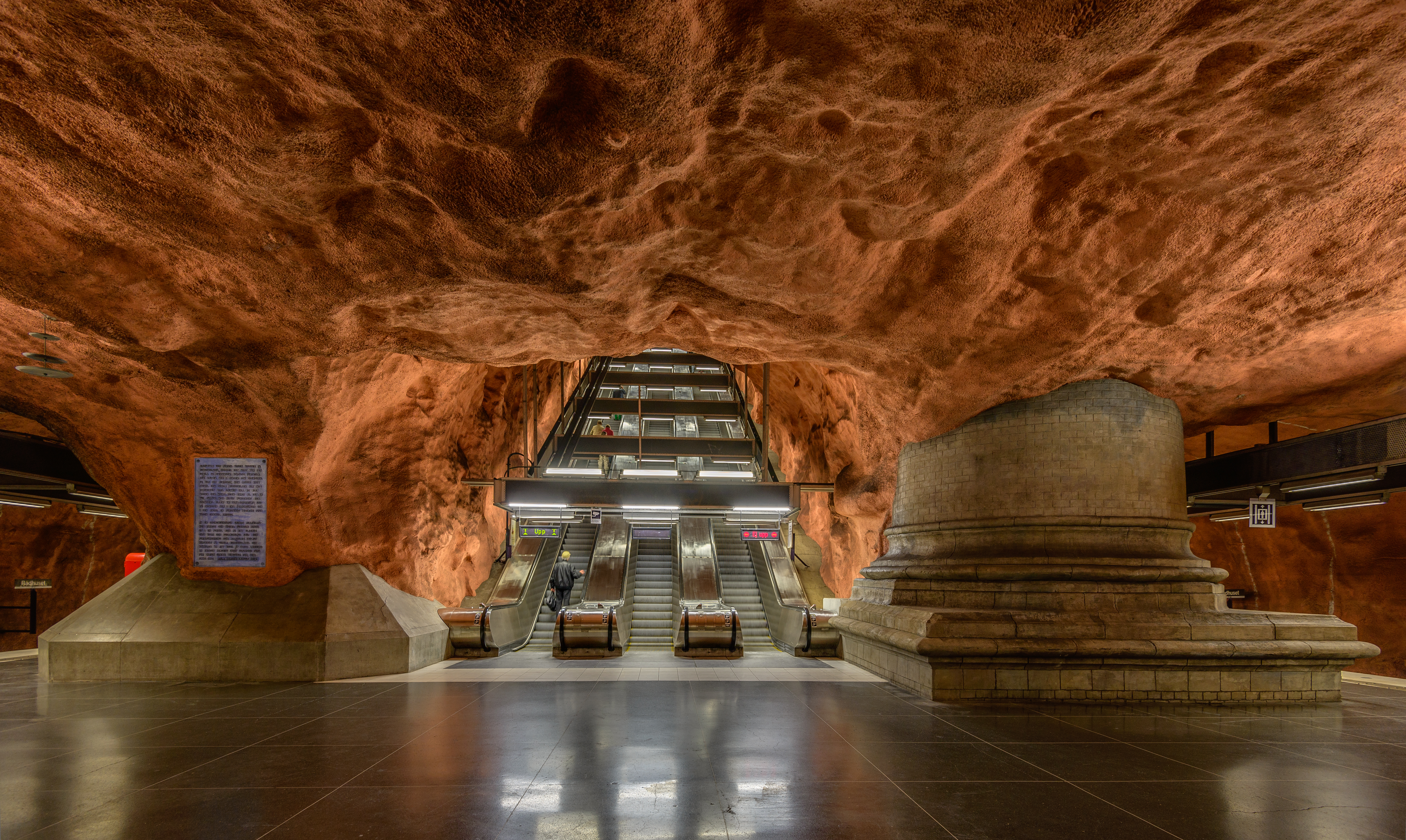
Stanice metra Rådhuset ve Stockhomu

Stanice metra je stanice městské hromadné dopravy, na které staví vlaky metra. Často se nachází v podzemí. Tam, kde se linky metra křižují, jsou stanice metra často několikaúrovňové.
Stanice metra, mnohem častěji než železniční stanice nebo autobusové stanice, mají svoje osobité architektonické a umělecké ztvárnění, to pomáhá identifikovat každou stanici. Stanice metra v některých městech, např. Montreal, Stockholm a Moskva, jsou proslulé svou vyspělou architekturou a bohatou výzdobou.

Schéma metra v indickém Dillí

## Popis
Na uliční úrovni je vstup do stanice metra obvykle označena logem společnosti, která metro provozuje. Každá stanice mívá několik samostatných vstupů, které usnadňují přístup do stanice a umožňují pohyb cestujících bez toho, aby museli na povrchu přecházet ulice. Vstupy do metra se proto často nacházejí v podchodech. V některých případech jsou stanice spojeny s důležitými budovami a umožňují tak přímý přístup do vstupních prostor budovy (viz podzemní město).
Ve vstupních prostorech stanice bývá umístěna přehledná mapa nebo schéma linek, které usnadňuje orientaci cestujících ve stanici i orientaci v přepravní síti metra.

### Přestupní stanice
K přestupu cestujících mezi jednotlivými linkami metra nebo jinými dopravními systémy slouží přestupní stanice metra. Mívají víceúrovňové platformy propojené systémem spojovacích tunelů a většími odbavovacími halami, které zkracují dobu chůze a řídí toky davu. Obvykle také odbavují více cestujících než běžné stanice.

## Nejčastější konstrukce stanic

### Podzemní

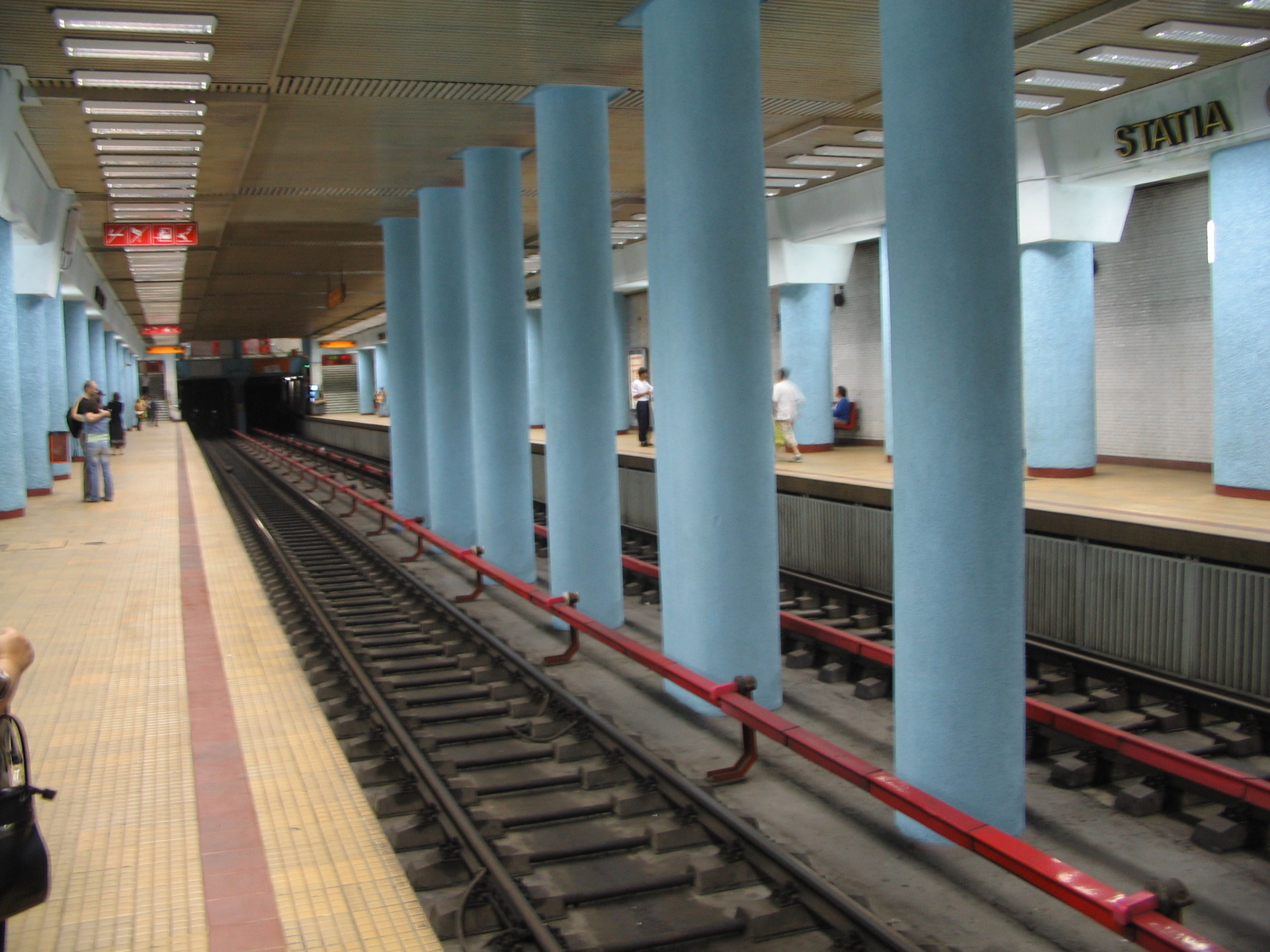
Obor (stanice metra v Bukurešti)

#### Mělce založené, hloubené
Stanice je budována v otevřené jámě, v hloubce zhruba 10 metrů pod povrchem. S povrchem většinou bývá spojena pevným schodištěm. Příkladem hloubené stanice je Canada Water v Londýně.

#### Hluboce založené, ražené

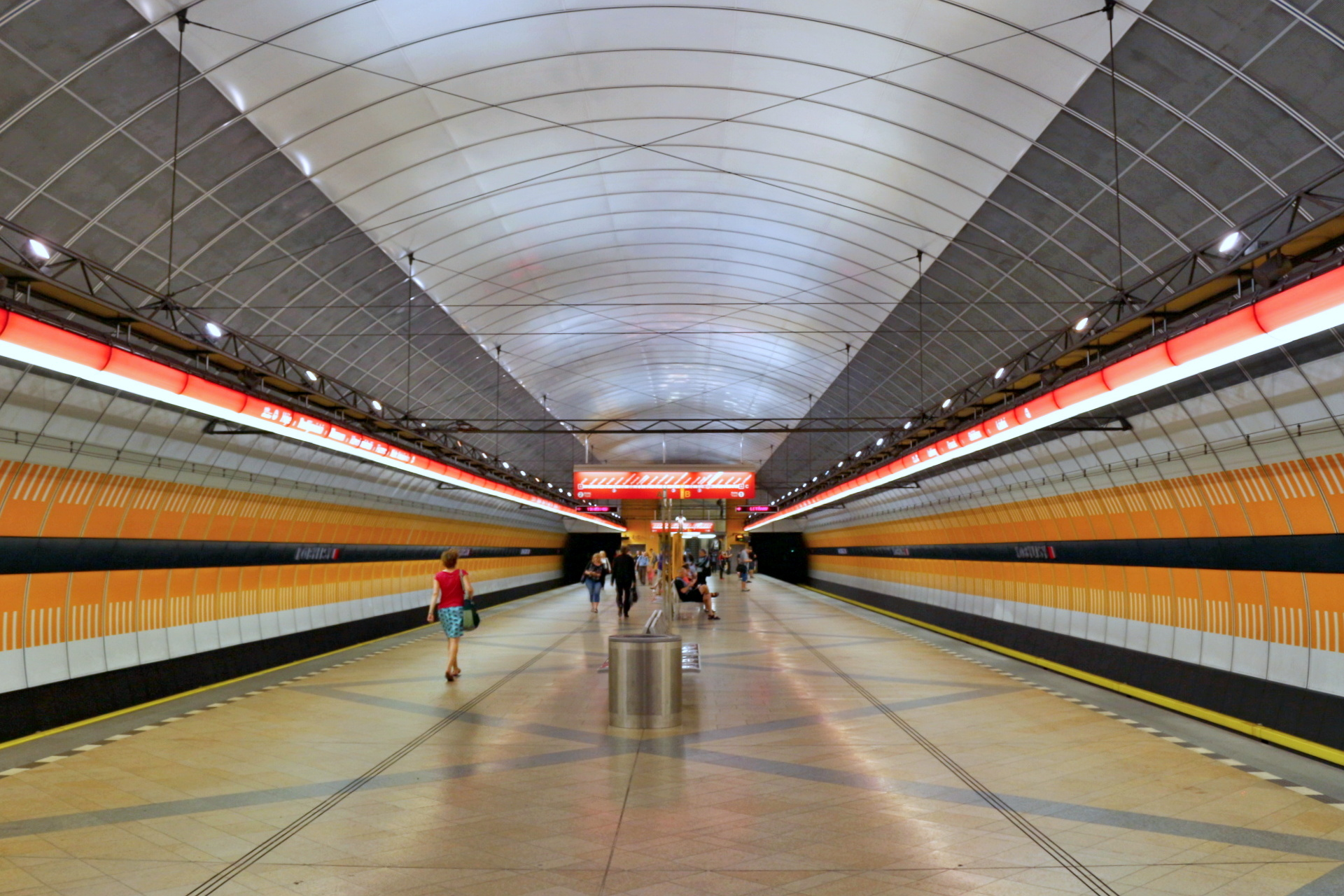
Kobylisy (stanice metra v Praze): hlubinná ražená jednolodní

Ražená stanice se nachází hluboko pod zemí, v hloubce obvykle mezi 20 až 60 m. Sestává z několika lodí a výstup z ní je jedním nebo více eskalátorovými tunely. Stanice této koncepce lze využít jako protiletecký či protiatomový kryt. Příkladem ražené stanice je Anděl v Praze.

##### Trojlodní
Trojlodní stanice jsou mezi raženými nejrozšířenější. Jsou konstruovány tak, že existují boční dvě lodě, v každé je jedna kolej. Prostřední loď pak slouží pro přístup cestujících, bývá z ní vyveden výstup. Lodě vzájemně spojují prostupy, mezi nimi se nacházejí stanici podpírající pilíře. Během výstavby se nejprve vyrazí boční tunely, potom střední, a nakonec se mezi vystřílejí samotné prostupy; tím vzniknou pilíře. Mezi trojlodní stanice patří například Graždanskij prospekt v Petrohradě.

##### Dvojlodní
Dvojlodní stanice se vyskytují velmi zřídka. Uspořádány jsou tak, že pro každou kolej existuje jedna loď, obě jsou spojeny zhruba veprostřed nástupiště. Příkladem dvojlodní stanice je Bratislavskaja v Moskvě.

##### Jednolodní
Jednolodní stanice tvoří pouze jediný rozsáhlý podzemní prostor, který není ničím podpírán; veškerá váha skály nad stanicí se přenáší do jejích stěn. Příkladem jednolodní stanice je Capitol South ve Washingtonu D.C.

### Povrchové
Povrchové stanice metra jsou nejsnáze postavitelné a samozřejmě nejlevnější. Mohou však být také dekorativně architektonicky zpracovány, či se podobat jen obyčejným železničním zastávkám. Příkladem povrchové stanice jsou Luka nebo Rajská zahrada v Praze.

### Nadzemní
Nadzemní stanice vznikají na nadzemní konstrukci, spolu s povrchovými patří k rozšířeným u tzv. lehkého metra a také v síti klasického metra v New Yorku a ostatních měst USA (v Evropě se tolik neuplatnily). Příkladem nadzemní stanice je Ulica Gorčakova v Moskvě.